# Novamundoniscus setosus
Novamundoniscus setosus is een pissebed uit de familie Dubioniscidae. De wetenschappelijke naam van de soort is voor het eerst geldig gepubliceerd in 1961 door Lemos de Castro.